# Jungleland
"Jungleland" je pjesma Brucea Springsteena s albuma Born to Run iz 1975.

## Kompozicija
Pjesma svojim stihovima odražava obrazac cijelog albuma, počevši s osjećajem beznađa koje ubrzo prerasta u očaj i poraz. Glavni junak pjesme je "Rat", kriminalac čiji se uspon i pad opisuje. Dvije strane albuma Born to Run trebale su odražavati jedna drugu pa je pjesma slična temi "Backstreets", posljednje pjesme s prve strane, a iako završava pesimistično, na kraju ostavlja malu nadu za nešto bolje. Zavšetak "Jungleland", s "Ratovim" snom u kojem ga ubijaju, trebao je označiti konačni kraj očajnog optimizma i snova artikuliranih od samog početka albuma.

## Povijest koncertnih izvedbi
"Jungleland" se na koncertima obično izvodila pred kraj. Tijekom Springsteenove zajedničke povratničke turneje s E Street Bandom 1999. i 2000., pjesma je izvođena u kombinaciji s "Backstreets" i "Racing in the Street". Ponekad joj je prethodila "Meeting Across the River", kao i na samom albumu. Međutim, s početkom The Rising Toura, "Jungleland" je postala rjeđa pojava. Tijekom Magic Toura se pojavljivala s vremena na vrijeme, obično na svakom trećem ili četvrtom koncertu. 

## Vanjske poveznice
- Stihovi "Jungleland"  Arhivirana inačica izvorne stranice od 9. ožujka 2009. (Wayback Machine) na službenoj stranici Brucea Springsteena